# Desmond Tyson
Desmond Tyson (Griffith, 26 settembre 1965) è un allenatore di tennis ed ex tennista australiano.

## Carriera
In carriera ha raggiunto in doppio la 71ª posizione della classifica ATP, mentre nel singolare ha raggiunto il 218º posto. Nei tornei del Grande Slam ha ottenuto il suo miglior risultato agli Australian Open raggiungendo i quarti di finale di doppio nel 1985 e nel 1987 e di doppio misto sempre nel 1987.